# Store Råbjerg
Store Råbjerg er en 69 meter høj bakke på overgangen mellem hedeslette og bakkeø, der ligger på nordkanten af Hejnsvig Bakkeø, vest for Billund og sydøst for Grindsted. Den ligger mellem Utoft Plantage mod vest og Gyttegårds Plantage mod vest, syd for Grindsted Å. Der har siden  2016 været iværksat et naturplejeprojekt hvor man har fjernet en stor del af træerne så man nu fra toppen fra toppen kan se til  Grene Sande.
Et areal på 65 hektar blev sammen med 160 hektar på Grene Sande øst for Store Råbjerg, fredet  i 1969  og den er en del af Natura 2000-område nr. 85 Hedeområder ved Store Råbjerg.